# Joseph I. Esterházy de Galantha

Stammbaum der Fürsten Esterházy

Joseph I. Esterházy de Galantha (ungarisch: Jozsef Simon Antal III. Esterházy) (* 7. Mai 1688 in Eisenstadt (ung.: Kismarton); † 6. Juni 1721 ebenda) war ungarischer Adeliger und dritter Fürst und Majoratsherr des Hauses Esterházy.

## Leben
Joseph entstammte der Ehe Pauls I. mit Eva Thököly, der Schwester des Kuruzenführers Emmerich Thököly, er war der dritte Sohn aus dieser Verbindung, der das Kindesalter überlebte. Schon im Alter von 16 Jahren begann er eine Karriere beim Militär, in deren Verlauf er es bis zum Oberst brachte. 1707 heiratete er Maria Oktavia von Gilleis, die mütterlicherseits der Familie Starhemberg entstammte und gleich alt war wie er. 
Als Josephs Vorgänger und Halbbruder Michael im März 1721 starb, ohne einen erbberechtigten Sohn zu hinterlassen (er war Vater mehrerer Töchter), folgte er ihm als Majoratsherr und Oberhaupt des fürstlichen Zweiges der Familie nach. Seine Zeit als Familienoberhaupt währte allerdings nur 74 Tage, da er bereits im Juni starb. Ob es ein plötzlicher Tod oder ein aufgrund längeren Siechtums bereits abzusehender war, ist nicht überliefert. Fürst Joseph I. ist in der Familiengruft im Franziskanerkloster Eisenstadt bestattet. Nachfolger als Majoratsherr und Familienoberhaupt wurde sein damals erst zehnjähriger Sohn Paul Anton.

## Familie
Esterházy heiratete am 22. Dezember 1707 die Freiin Maria Oktavia von Gilleis (* 18. Juli 1688; † 22. April 1762). Das Paar hatte mehrere Kinder:
- Paul Anton, (* 22. April 1711; † 18. März 1762), 4. Fürst Esterházy de Galántha ⚭ 1734 Donna Mária Anna Louisa dei Marchesi Lunatti-Visconti (* 29. August 1713; † 4. Juli 1782)
- Nikolaus Joseph (* 18. Dezember 1714; † 28. September 1790), 5. Fürst Esterházy de Galántha ⚭ 1737 Gräfin Mária Elisabeth Ungnad von Weissenwolff (* 21. März 1718; † 25. Februar 1790)
- Maria Josepha Eleonora (* 11. Juni 1712; † 1. Juni 1756) ⚭ 1733 Graf Franz Anton von Lamberg-Sprinzenstein zu Ortenegg und Ottenstein (* 27. August 1707; † 17. April 1765)
- Anna Maria (1713–1717)